# 元祖山手七福神
元祖山手七福神（がんそやまのてしちふくじん）は、東京都港区・目黒区の6か所の寺社に祀られている七福神の巡礼札所。江戸時代から続く七福神である。福禄寿と寿老人が1寺にまとまっている。

## 元祖山手七福神の一覧

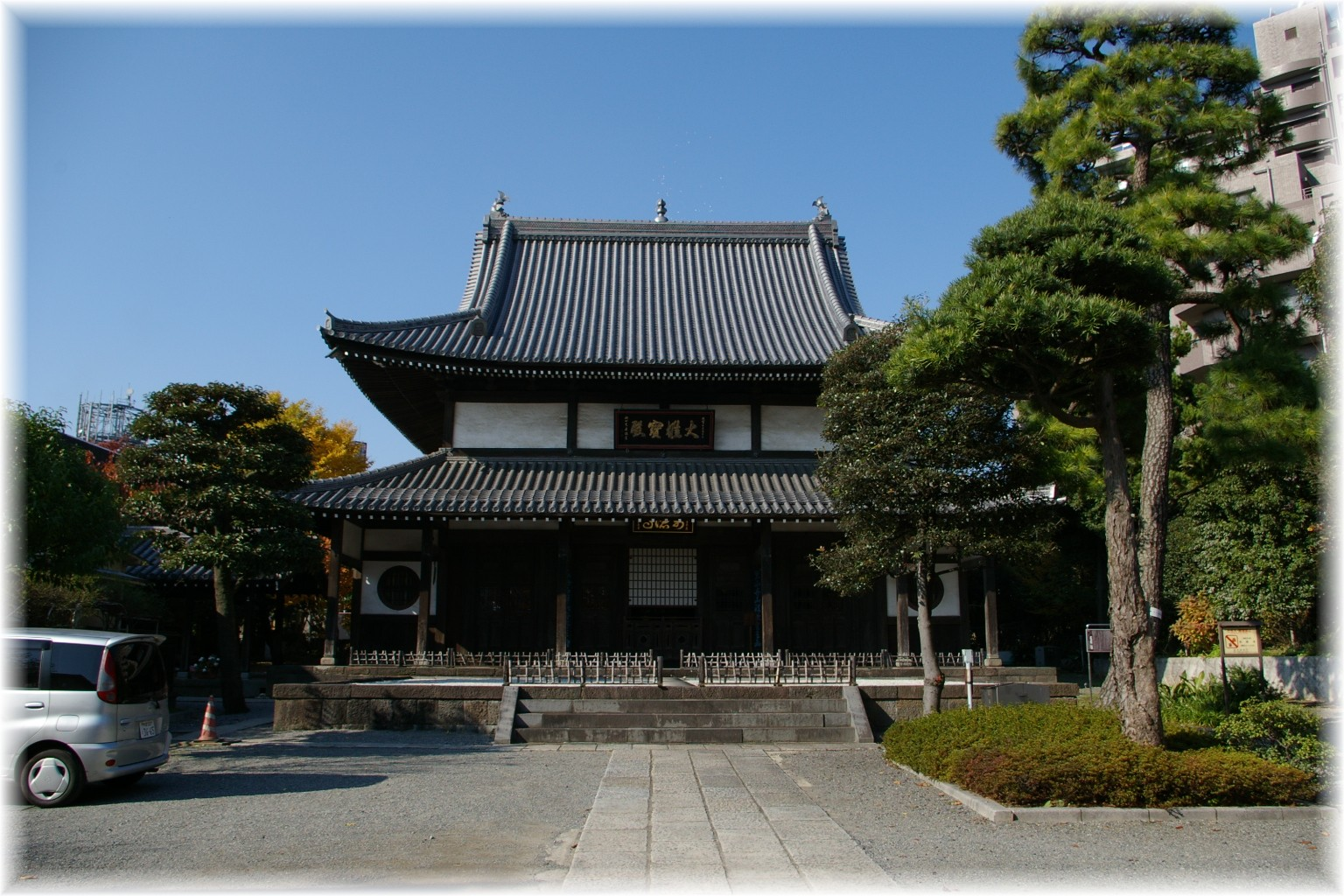
瑞聖寺の大雄宝殿（重要文化財）

- 蟠竜寺（弁財天） - 境内には享保年間の七福神碑がある。
- 瀧泉寺（恵比寿神）
- 大円寺（大黒天）
- 妙圓寺（福禄寿・寿老人）
- 瑞聖寺（布袋尊）
- 覚林寺（毘沙門天）